# Leucorrhinia intacta
Leucorrhinia intacta – gatunek ważki z rodziny ważkowatych (Libellulidae). Występuje na terenie Ameryki Północnej.